# Cayetano de Vargas Machuca

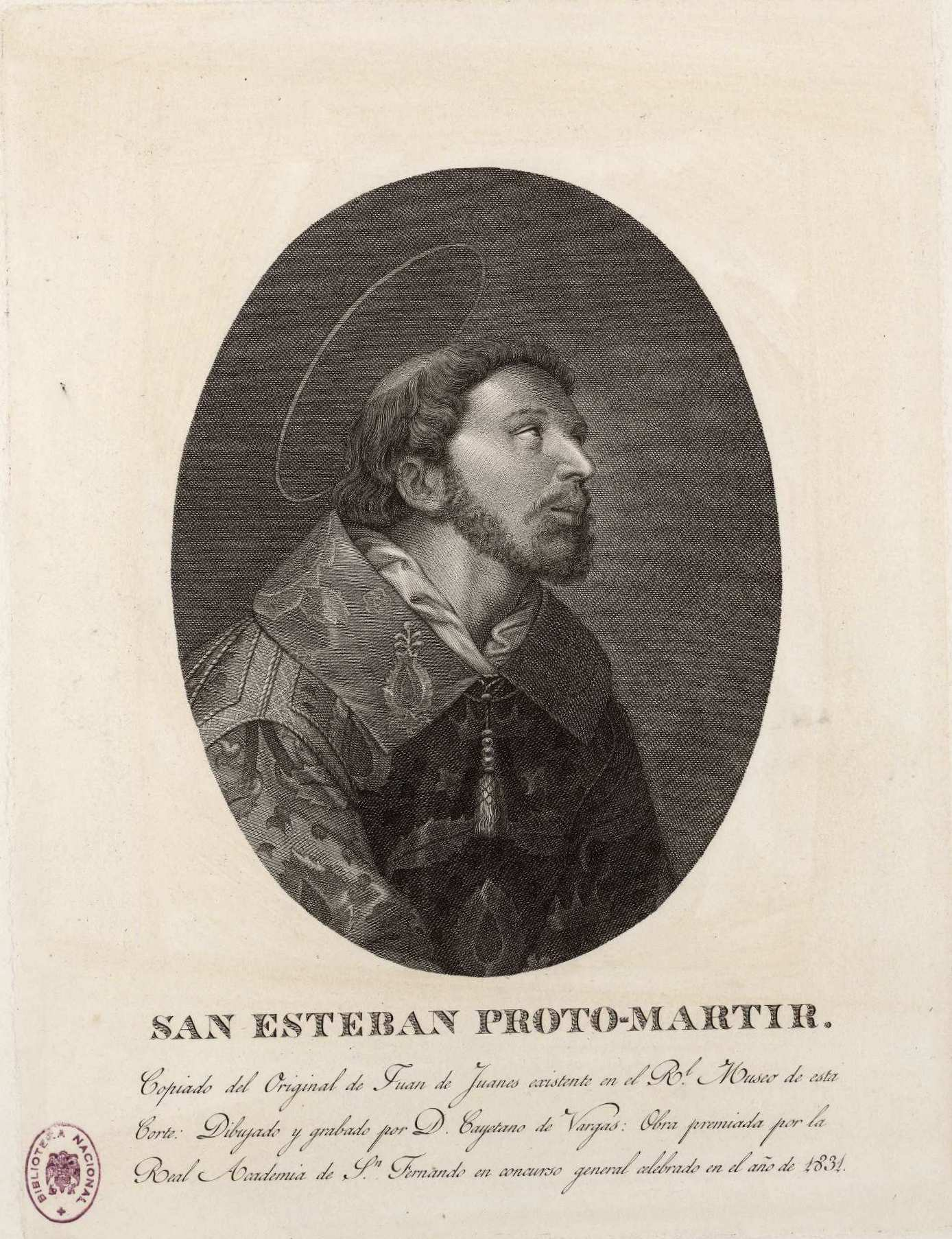
San Esteban protomártir. Aguafuerte y buril sobre lámina de cobre. Grabado de reproducción. Inscripción: «San Esteban Proto-Mártir. Copiado del Original de Juan de Juanes existente en el Rl Museo de esta Corte. Dibujado y grabado por D. Cayetano de Vargas. Obra premiada por la Real Academia de Sn Fernando en concurso general celebrado en el año de 1831». Biblioteca Nacional de España.

Cayetano Vargas Machuca (Madrid, 1807-1870) fue un calcógrafo español.
Miembro de una familia de artistas toledanos a la que pertenecen Manuel Timoteo de Vargas Machuca, platero, matriculado en la Real Academia de Bellas Artes de San Fernando en 1760, y Manuel de Vargas Machuca y Bronchalo, inscrito en la misma academia en 1785, se formó como ellos en la academia madrileña, en la que se conserva un Estudio de la escultura de Ganímedes con el águila-Zeus hecho a partir del vaciado de un original romano, dibujo fechado por Vargas el 30 de abril de 1825. Fue premiado por la sección de grabado en lámina en el concurso general convocado por la institución en 1831 al que presentó, según las bases del concurso, un grabado en cobre de San Esteban protomártir «Copiado del Original de Juan de Juanes existente en el Rl Museo de esta Corte».
Lo que de su producción se conoce son estampas sueltas de devoción, reproducción de imágenes en sus altares, como la de San Felipe Neri, abogado de la perseverancia, «como se venera en su Oratorio y Escuela de Cristo de la Ciudad de Toledo», fechada en 1828, o la de Nuestra Señora de Tejeda, en Garaballa, e imágenes de santos dominicos para ilustrar el Compendio histórico de las vidas de los Santos canonizados y beatificados del Sagrado Orden de predicadores escrito por el padre Manuel Amado y publicado en Madrid en 1829, completando el trabajo hecho por Juan Fernando Palomino con santos poco conocidos y de muy infrecuente iconografía la mayor parte de ellos, como Santa Villana de Bottis viuda (beata Villana de'Botti), San Bernardo Scammacca, San Sadoc y 49 compañeros mártires de Sandomira o Santa Benvenuta Boyani, junto a Jacobo de Voragine cuyo culto había sido aprobado recientemente.
Un retrato de su esposa pintado por Vicente López se conserva en el Museo del Romanticismo.